# Кингс (графство, Новая Шотландия)
Кингс — графство в канадской провинции Новая Шотландия. Графство является переписным районом и административной единицей провинции.

## География
Графство расположено на северо-западе полуострова Новая Шотландия. В северо-западное побережье графства омывается водами залива Фанди, в то время как северо-восточное — водами Минас-Бейсин. Графство Кингс граничит с графством Аннаполис на юго-западе, Луненберг — на юге, Хантс — на юго-востоке.
По территории графства проходит автодорога провинциального значения хайвей 101, а также ряд дорог, управляемых графством, основными из которых являются магистрали 1 и 12 и коллекторы 201, 221, 358, 359 и 360.

## История
Графство Кингс было основано 17 августа 1759 года во времена правления короля Георга II. Это было одно из первых пяти графств колонии и его название являлось выражением лояльности. В 1781 году из его состава было выделено графство Хантс, новые границы были установлены в 1785 году. В дальнейшем неоднократно уточнялись и маркировались границы графства: в 1821—1824 годах была проведена маркировка границ 1785 года, в 1828 году — уточнение границ с графством Аннаполис. В 1840 году из состава графства было выделено городское поселение Паррсборо, находящееся на перешейке, соединяющем полуостров с материком. Поселение было поделено между графствами Камберленд и Колчестер.

## Население
Для нужд статистической службы Канады графство разделено на три города, две индейские резервации и четыре неорганизованные области.
| Название    | Оригинальное название | Статус                   | Площадь  | Население |
| ----------- | --------------------- | ------------------------ | -------- | --------- |
| Беруик      | Berwick               | Город                    | 6,8      | 2 454     |
| Вулфвилл    | Wolfville             | Город                    | 6,45     | 3 772     |
| Кентвилл    | Kentville             | Город                    | 17,35    | 5 815     |
| Глускап 35  | Glooscap 35           | Индейская резервация     | 1,67     | 60        |
| Кембридж 32 | Cambridge 32          | Индейская резервация     | 0,53     | 120       |
| Округ A     | Kings, Subd. A        | Неорганизованная область | 1 234,22 | 22 161    |
| Округ B     | Kings, Subd. B        | Неорганизованная область | 346,17   | 12 033    |
| Округ C     | Kings, Subd. C        | Неорганизованная область | 244,12   | 8 121     |
| Округ D     | Kings, Subd. D        | Неорганизованная область | 264,86   | 5 499     |